# Serédy Izabella
Serédy Izabella, Fajth Péterné (? - Budapest, 1893 márciusa) írónő.

## Élete
Fajth Péter orvos felesége volt. A svábhegyi s a városmajori vízgyógyintézet volt a birtokában. Az irodalom és művészet terén sok dolgozattal lépett föl, számos tárcát, elbeszélést és dalt írt; főleg zeneszerzeményei érdemelnek említést, melyek közül több magyar népdal stílusú szerzeménye elterjedt.